# Rio Uruçuí Preto
Le Rio Uruçuí Preto est un fleuve situé dans l’État de Piauí, au nord-est du Brésil.

## Description
La rivière Uruçuí-Preto est un cours d'eau qui baigne l'État de Piauí, au Brésil. Également appelé Uruçuí-açu, il prend sa source dans les limites de Santa Filomena et Gilbués, entre la chaîne de montagnes Riachuelo, au sud, la chaîne de montagnes Caracol, à l'est, et la chaîne de montagnes Guaribas, à l'ouest. Ses sources, à un endroit appelé São Félix, sont le résultat de la jonction de deux grands ruisseaux à une altitude de 550 mètres. Il a un parcours de 300 km. Il baigne les municipalités de Santa Filomena, Gilbués, Bom Jesus, Baixa Grande do Ribeiro, Palmeira et Uruçuí. Il coule à 12 kilomètres en amont de la ville d'Uruçuí.